# NGC 7243
NGC 7243 (také známá jako Caldwell 16) je otevřená hvězdokupa v souhvězdí Ještěrky o hodnotě magnitudy 6,4. Od Země je vzdálená 2 600 světelných let. Stáří hvězdokupy je odhadováno na lehce přes 100 milionů let a obsahuje pouze bílé a modré hvězdy.

## Pozorování

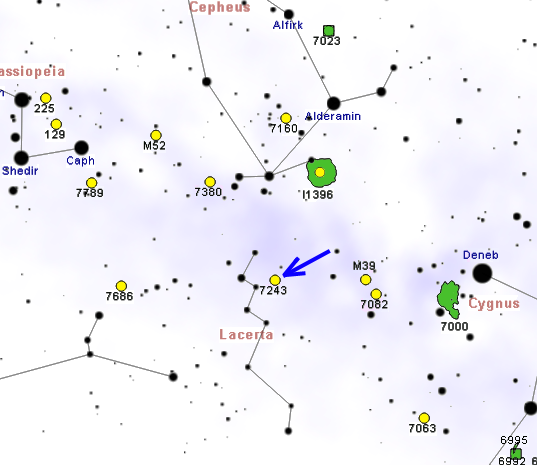
Poloha NGC 7243 v souhvězdí Ještěrky.

Hvězdokupu je možné jednoduše najít 2,5° západně od hvězdy α Lacertae s magnitudou 3,77m a 1,5° severozápadně od 4 Lacertae (4,55m).
Její nejjasnější hvězdy jsou osmé a deváté magnitudy, proto může být pozorována i triedrem 10x50. K uspokojivému rozložení hvězdokupy na jednotlivé hvězdy je ovšem potřeba použít hvězdářský dalekohled o průměru alespoň 100 mm, kterým je možné pozorovat čtyři desítky slabých hvězd až do magnitudy 11,5. Dalekohled o průměru 150 mm hvězdokupu zcela rozloží i při základním zvětšení. Severozápadně od ní leží planetární mlhovina IC 5217. 
NGC 7243 má střední severní deklinaci, proto je na velké části severní polokoule cirkumpolární, a to až po severní středomořské oblasti. I když největší výšky nad obzorem na večerní obloze dosahuje od srpna do listopadu, na severní polokouli zůstává viditelná mnoho nocí během roku. Naopak na jižní polokouli je viditelná pouze od rovníku po oblasti mírného podnebí.

## Historie pozorování
Hvězdokupu objevil William Herschel 26. září 1788
spolu s dalšími blízkými otevřenými hvězdokupami během svého pozorování oblohy pomocí zrcadlového dalekohledu o průměru 18,7 palce (475 mm). Popsal ji takto: „hvězdokupa tvořená hrubě rozptýlenými jasnými hvězdami, o průměru 16′.“
Jeho syn John ji později znovu pozoroval a zařadil ji do svého katalogu mlhovin a hvězdokup General Catalogue of Nebulae and Clusters pod číslem 4773.

## Vlastnosti
NGC 7243 je středně vyvinutá výrazná otevřená hvězdokupa a nachází se v rameni Persea ve vzdálenosti přibližně 808 parseků (2 600 světelných let), v oblasti sousedící s velkými OB asociacemi v souhvězdí Cefea, ve kterých vznikají nové hvězdy. Její stáří je větší než 110 milionů let.
Hvězdokupa není příliš zhuštěná a je možné ji jednoduše rozložit na jednotlivé hvězdy. V její jihozápadní části se nachází dva půlkruhové řetězce hvězd. Postupem času někteří vědci dospěli k pochybnosti, zda se jedná o skutečnou otevřenou hvězdokupu, nebo zda může jít o seskupení různě vzdálených hvězd, které se jeví jako skupinka díky úhlu pohledu. Satelit Hipparcos spočítal vlastní pohyb několika složek a zjistil, že pouze některé z hvězd viditelných v kruhu o průměru 20′ kolem pomyslného centra hvězdokupy opravdu patří do hvězdokupy.